# Sarcohyla calvicollina
Espèce
Synonymes
- Hyla calvicollina Toal, 1994
- Plectrohyla calvicollina Faivovich, Haddad, Garcia, Frost, Campbell, and Wheeler, 2005

Statut de conservation UICN

 CR B1ab(iii,v)+2ab(iii,v) : 
En danger critique
Sarcohyla calvicollina est une espèce d'amphibiens de la famille des Hylidae.

## Répartition
Cette espèce est endémique de l'État d'Oaxaca au Mexique. Elle se rencontre entre 2 519 et 2 712 m d'altitude sur versant Nord du cerro Pelón dans la sierra Juárez,.

## Publication originale
- Toal, 1994 : A New Species of Hyla (Anura: Hylidae) from the Sierra de Juárez, Oaxaca, México. Herpetologica, vol. 50, no 2, p. 187-193.